# 6925 Сусуму
6925 Сусуму (6925 Susumu) — астероїд головного поясу, відкритий 24 жовтня 1993 року.
Тіссеранів параметр щодо Юпітера — 3,260.
Названо на честь Сусуму (яп. すすむ(進) сусуму).